# 和坪郡
和坪郡（ファピョンぐん）は、朝鮮民主主義人民共和国慈江道の北東部に位置する郡。　

## 地理
北西方には慈城郡、南西には長江郡、南東には狼林郡、東に両江道金亨稷郡と接する。 

## 歴史
独立前には平安北道厚昌郡と慈城郡に属した。1952年12月に厚昌郡の七坪面、南新面と慈城郡の梨坪面の12ヶ里を合併して和坪郡が設置された。

### 年表
この節の出典
- 1952年12月 - 郡面里統廃合により、慈江道厚昌郡七坪面・南新面、慈城郡梨坪面の一部地域をもって、和坪郡を設置。和坪郡に以下の邑・里が成立。(1邑14里)
  - 和坪邑・佳林里・佳山里・陽渓里・富興里・富南里・中興里・黒水里・小北里・大興里・石幕里・檜中里・松㯖里・榛松里・梨坪里
- 1952年末 - 富興里が長白労働者区に昇格。(1邑1労働者区13里)
- 1954年10月 - 両江道厚昌郡龍出里を編入。(1邑1労働者区14里)
- 1958年 (1邑3労働者区12里)
  - 中興里が中興労働者区に昇格。
  - 佳山里が佳山労働者区に昇格。
- 1974年 (1邑3労働者区10里)
  - 龍出里が檜中里に編入。
  - 石幕里が大興里に編入。

## 行政区域
1邑3労働者区10里で構成される。
- 화평읍 (和坪邑、ファピョンウプ)
- 가산로동자구 (街山労働者区、カサンノドンジャグ)
- 장백로동자구 (長白労働者区、チャンベンノドンジャグ)
- 중흥로동자구 (中興労働者区、チュンフンノドンジャグ)
- 리평리 (梨坪里、リピョンニ)
- 진송리 (榛松里、チンソンニ)
- 송덕리 (松徳里、ソンドンニ)
- 회중리 (檜中里、フェジュンニ)
- 양계리 (陽渓里、ヤンゲリ)
- 가림리 (佳林里、カリムニ)
- 부남리 (富南里、プナムニ)
- 흑수리 (黒水里、フクスリ)
- 소북리 (小北里、ソブンニ)
- 대흥리 (大興里、テフンニ)

## 交通
- 北部内陸線
  - 銭坪駅 - 梨坪駅 - 和坪駅 - 檜中駅 - 龍出駅